# Саджо, Никола
Святой Нико́ла Саджо (итал. Nicola Saggio; 6 января 1650, Лонгобарди, Калабрия — 3 февраля 1709, Рим) — итальянский католический облат ордена минимов.

## Жизнь
Родился 6 января 1650 года в Лонгобарди, маленьком городке на Тирренском побережье, в семье фермера Фульвио Саджо и его жены Аурелии, урожденной Пиццини. Он был старшим ребёнком, за ним последовали близнецы Антонио и Доменика, затем Никола и Муцио. При крещении был наречён Джованни Баттиста Клементе (Giovanni Battista Clemente) 10 января 1650 года.
Родители привили ему высокие моральные и духовные ценности и дали христианское образование. В детстве посетил монастырь минимов, что и сподвигло его избрать религиозный путь в жизни.
Известен как катехизатор в Лонгобарди и Риме. В 1683 во время пешего паломничества в Лорето молился об освобождении Вены от турок.

## Прославление
17 марта 1771 года Саджо был объявлен Досточтимым после того, как папа Климент XIV подтвердил его героическую добродетель. Папа Пий VI беатифицировал покойного облата 17 сентября 1786 года в соборе Святого Петра после признания подлинности двух чудес. После беатификации он стал покровителем Лонгобарди (его родной деревни).
Третье и последнее чудо для канонизации произошло в 1938 году, когда каменщик в Лонгобарди упал со строительных лесов и не пострадал. Епархиальное расследование проходило с 24 мая 2008 года по 15 июня 2009 года; процесс получил одобрение Конгрегации по делам святых 11 марта 2011 года, а консультативно-медицинская комиссия подтвердила чудо 13 декабря 2012 года. Теологи одобрили канонизацию 28 ноября 2013 года, в то время как конгрегация также дала согласие 4 марта 2014 года. Папа Франциск канонизировал Саджо 23 ноября 2014 года на площади Святого Петра после одобрения чуда 3 апреля 2014 года.